# صالة سايتاما الكبرى
■ (さいたまスーパーアリーナ سايتاما Sūpā Arīna) هو ملعب داخلي متعدد الأغراض يقع في تشوو-كو بعاصمة محافظة سايتاما في اليابان وتبلغ سعته القوى حوالي 37,000 متفرج، مما يجعله ثاني أكبر صالة داخلية في العالم. تبلغ سعة هذه الصالة الرئيسية بين 19,000 و22,500 في مناسبات مثل كرة السلة وكرة الطائرة والتنس وهوكي الجليد والجمباز والملاكمة فنون القتال المختلطة ومصارعة المحترفين، كما أنها الوحيدة من نوعها في اليابان المجهزة خصيصًا لكرة القدم الأمريكية.
كانت تضم سابقا متحف جون لينون لعرض تذكارات الأخير (جون لينون) إلا أنه أُغلق في 2010.
اكتسبت الصالة شهرة واسعة في جميع أنحاء العالم كسمرح رياضي عندما استضافت الجولة النهائية الرسمية بطولة كأس العالم لكرة السلة 2006،اليوم هي إحدى صالتي فريق دوري المحترفين الياباني لكرة السلة سايتاما برونكوس.
وتعتبر أيضاً مكانًا مفضلًأ لاستضافة مصارعة المحترفين اليابانية والفنون القتالية المختلطة (MMA) وقد استضافت العديد من أكبر المعارك في تاريخ الفنون القتالية المختلطة.

## التاريخ[4]

### استضافة الأحداث

#### الرياضة وفنون القتال

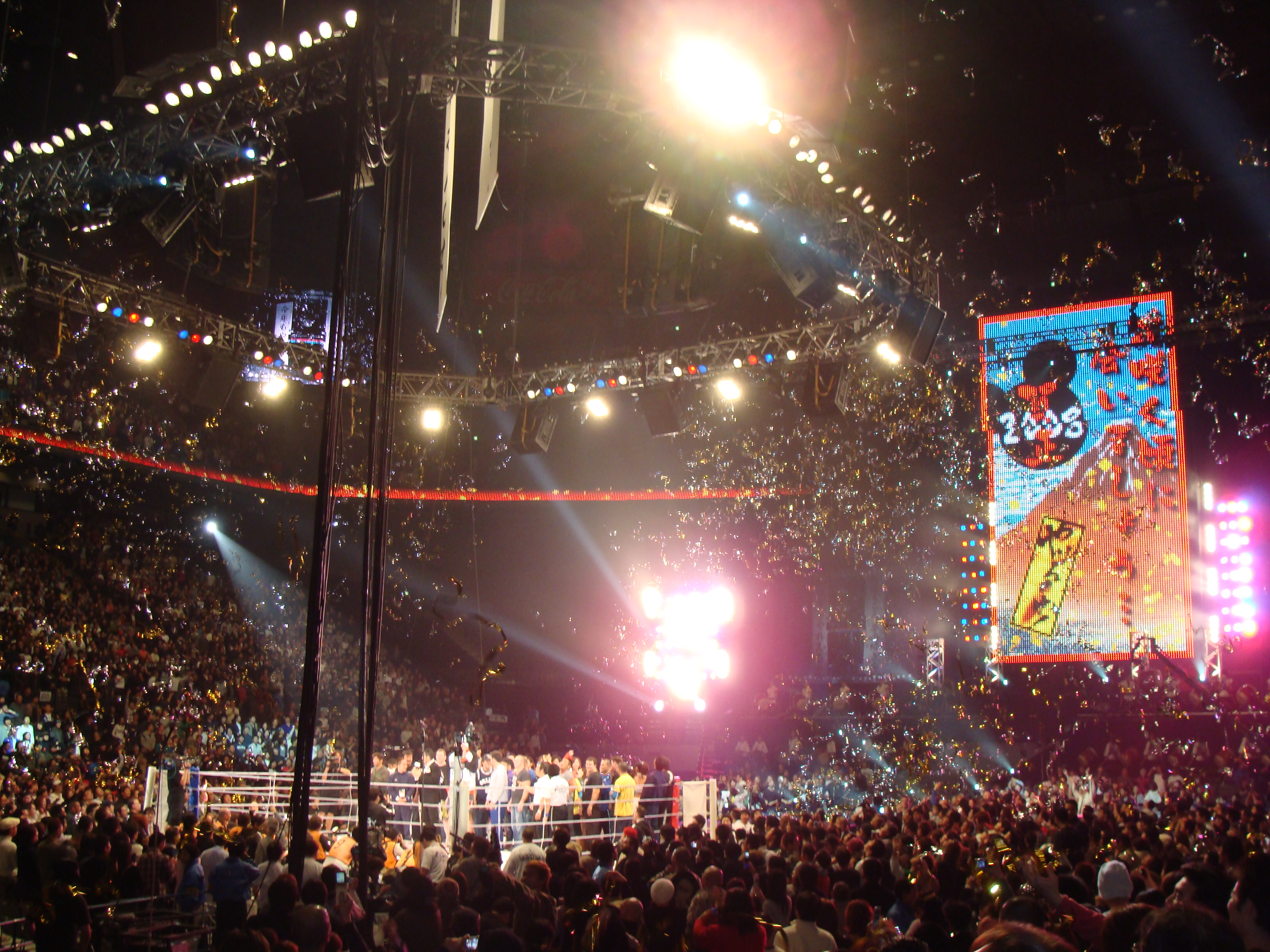
مع MMA الحدث – يارينوكا! – ديسمبر 2007

تم افتتاح صالة سايتاما الكبرى بشكل تجريبي في5 مايو 2000، بينما كان الافتتاح الرسمي1 سبتمبر من نفس العام. بعدما فازت شركة الهندسة المعمارية نيكين سيكي
في مسابقة التصميم الدولية.
استضافت الصالة في عام 2000 مبارتين من دوري الهوكي الوطني بين ناشفيل بريداتورز وبيتسبرغ بنغوينز، وفي عام 2003 لعب كل من فريقي دوري كرة السلة الاميركي للمحترفين سياتل سوبرسونيكس ولوس أنجلوس كليبرز مباراتين هيناك، وفي 7 فبراير 2005 استضافت الصالة  دبليو دبليو إي راو ا لصالح شبكة تليفزيون سبايك الأمريكية.

## وصلات خارجية
- Saitama Super Arena (in English by Saitama Arena Co.,Ltd.)